# Araciel
Araciel (Aramaico: פלא פקתן, em grego clássico: ‘Αραθάκ Κιμβρά), também pronunciado Arâkîba, Araqiel, Araqael, Arakiel, Arqael, Sarquael, Arkiel ou Arkas, cujo significado é "Luz de Deus", em demonologia é um anjo caído que manteve relações sexuais com mulheres terrenas. Castigado por Deus, foi condenado a caminhar entre os mortais. Crê-se que devido a seus atos sexuais desobedeceu a Deus, aliás é conhecido por ensinar a prática da magia e da bruxaria. Também se disse que jurou lealdade a Semyaza, chefe dos anjos caídos.